# Szváziföldi labdarúgó-szövetség
A szváziföldi labdarúgó-szövetség (rövidítve: NFAS) Szváziföld nemzeti labdarúgó-szövetsége. A szervezetet 1968-ban alapították, 1978-ban csatlakozott a Nemzetközi Labdarúgó-szövetséghez, 1976-ban pedig az Afrikai Labdarúgó-szövetséghez. A szövetség szervezi a Szváziföldi labdarúgó-bajnokságot. Működteti a férfi valamint a női labdarúgó-válogatottat.